# Dachtelfeld
Das Dachtelfeld ist eine bis zu 350 m hohe, etwa 100 ha große Hochebene im Süntel am Rande des Deister-Süntel-Tals. Sie ist bewaldet. Am südlichen Rande befinden sich eine Reihe von Quellen, unter anderem die Blutbachquelle. Auf dem Dachtelfeld soll der Überlieferung nach 782 die Schlacht am Süntel stattgefunden haben, bei dem die Sachsen einen Sieg über die Franken erzielen konnten (von tachteln = schlagen). Kritik finden Planungen für den Kalkabbau.